# Kordia

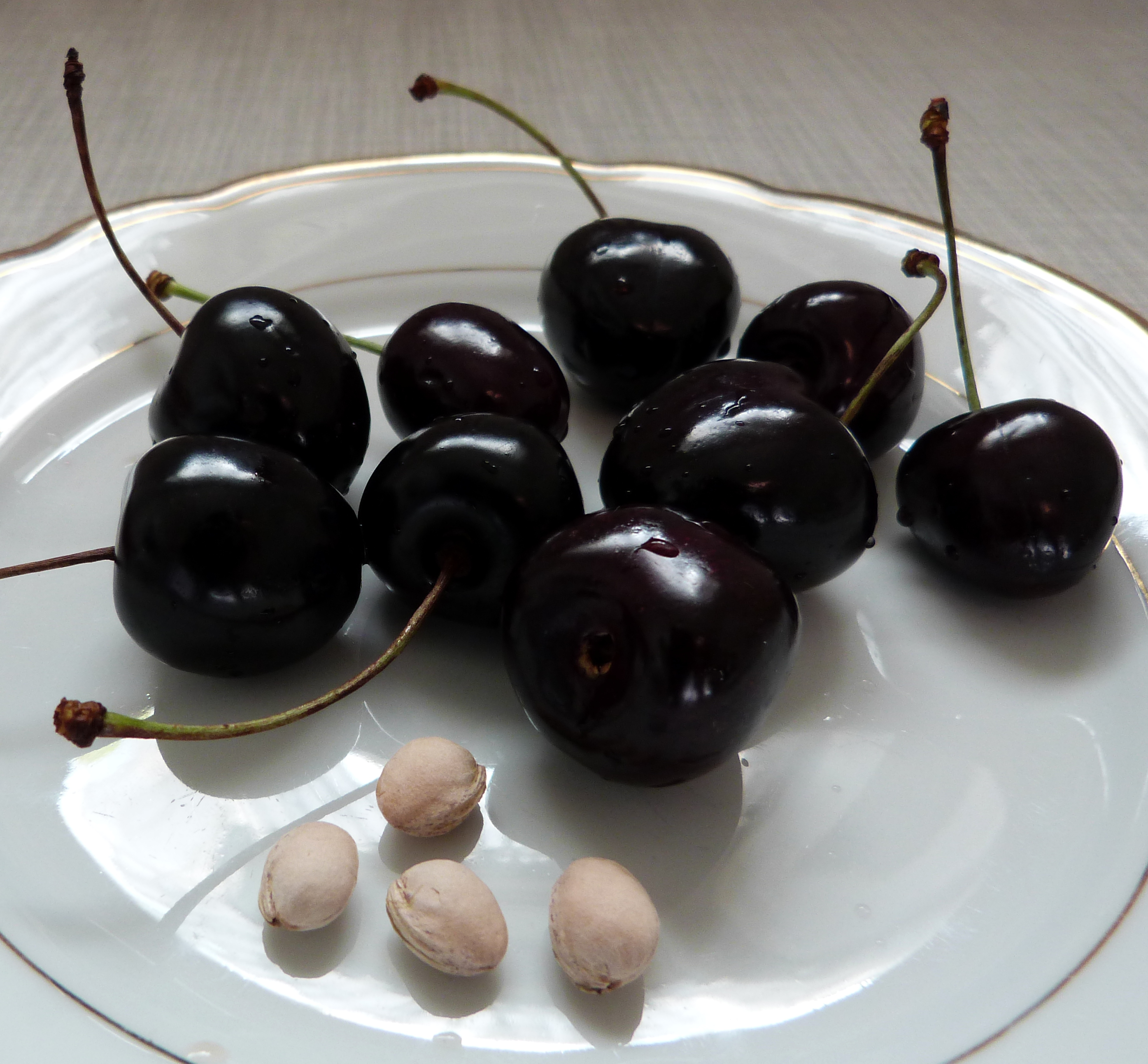
Kirschen und Kerne der 'Kordia'

Kordia (Synonyme: Techlo, Techlovicka II) ist eine Sorte der Knorpelkirschen. Sie ist eine der wichtigsten Sorten in Südtirol.

## Herkunft
Die Sorte wurde in den 1960er Jahren in Těchlovice als Zufallssämling entdeckt. Seit 1982 wird sie in Tschechien unter dem Namen 'Kordia' angebaut.

## Blüte
Die Blüte ist mittelspät und gering resistent gegen Blütenfrost. Als Befruchter sind Hedelfinger, Summit, Bianca, Oktavia, Carmen, Giorgia, Korvic oder Tamara geeignet.

## Frucht
Die Früchte sind groß und herzförmig. Die Schale ist dunkelrot bis violettschwarz und glänzend. Der Stiel ist sehr lang.
Sie reift ab der 6. Kirschwoche folgernd und kann über einen längeren Zeitraum geerntet werden.
Das Fruchtfleisch ist fest, knackig, sehr saftig und sehr süß, mit angenehmer Säure. 
Die Früchte sind sehr platzfest.

## Baum
Die Bäume sind stark wachsend und bilden eine dichte, breit ausladende Krone. Der Ertrag setzt früh ein und ist hoch und regelmäßig.
Es besteht eine mittlere Anfälligkeit für Krötenhautkrankheit (Valsa leucostoma).